# Club Penguin
Club Penguin bila je MMOG igra New Horizon Interactivea (danas Disney Canada) pokrenuta 2005. i ugašena 2017.
Club Penguin razvija se iz chat rooma Penguin Chat tvrtke Rocketsnail Games u virtualni svijet za sve uzraste. Club Penguin postaje dostupan javnosti 24. listopada 2005. i oko njega nastaje velika online zajednica. Do kraja 2007. tvrdilo se da Club Penguin ima više od 12 milijuna korisnika, a do srpnja 2013. taj broj narastao je na 200 milijuna. Postojala je opcija besplatnog članstva, a prihod je proizveden kroz plaćena članstva koja su dolazila s dodatnim mogućnostima (kupnja virtualne odjeće, namještaja i kućnih ljubimca za Pingvine u igri).
Ova igra bila je namijenjena igračima od 6 do 14 godina. Glavni naglasak bio je na dječjoj sigurnosti i brojnim alatima koji djecu štite od online nasilja — poput nuđenja moda "Potpuno Sigurnog Čavrljanja", gdje korisnici mogu odabrati tekst koji im je ponuđen samo u izborniku, filtrirajući psovke i riječi koje nisu na engleskom jeziku te moderatore koji nadgledaju igru i prijavljuju svako neželjeno ponašanje. Club Penguin bio je meta i negativnih kritika, posebno zbog imperativa kupovanja dodatnog sadržaja, agresivnu marketinšku kampanju plaćenoga članstva i varanje nekih igrača kako bi bili na boljem položaju.

## Vanjske poveznice
- Službena stranica
- Einsteinov Club Penguin
- Lenco Club Penguin
- Club Penguin Novosti